# Radovan Jenko
Radovan Jenko, slovenski oblikovalec in profesor, * 24. januar 1955, Celje.

## Življenjepis
Jenko se je rodil v Celju. Po maturi na Srednji šoli za oblikovanje in fotografijo   je leta 1981 diplomiral na varšavski Akademiji lepih umetnosti – ASP. Že med študijem je bil uspešen grafični oblikovlec v celjskem Aeru, kjer je delal tudi po vrnitvi iz Varšave, od 1986 je imel status svobodnega umetnika. Leta 1991 je začel poučevati na ljubljanski Akademiji za likovno umetnost, kjer ima  status rednega profesorja za vizualne komunikacije.

## Delo
Jenko pripada generaciji na Poljskem šolanih grafičnih oblikovalcev, ki so v slovenski dizajn vnesli pomensko izrazitejšo slikovitost in narativnost s poudarkom na barvi. Ukvarja se predvsem z oblikovanjem plakatov, predvsem kulturnih in gledaliških, koledarjev in rokovnikov, s knjižnim oblikovanjem in celostnimi grafičnimi podobami. Je avtor knjige Vizualno razmišljanje (1999).
Priredil je več samostojnih razstav in se več kot petdesetkrat udeležil skupinskih. Njegova besedila so objavljena v mnogih strokovnih publikacijah, za svoje delo pa je prejel tudi številne nagrade (Zlata ptica, Merit Award za plakate, nagrado Prešernovega sklada (1991) in druge).